# A. Dragsted
A. Dragsted A/S er et dansk guldsmedefirma, kgl. hofjuvelerer og hofguldsmed, grundlagt den 30. november 1854 af Arent Dragsted (1821-1898) og omdannet til aktieselskab i 1927.
Den 1. november 1923 udskiltes firmaet A. Dragsted's værksted (fabrikken) under firmanavnet E. Dragsted med Einar Dragsted (1887-1967) som eneindehaver; dennes søn, Finn Dragsted (1913-?), optoges i 1938 som medindehaver af firmaet. Firmaets hovedbranche er sølvvarer; fra 1922-26 var tinvarer en væsentlig del af produktionen, og fra 1935 fremstilledes tillige kunstindustrielle bronzevarer.
Forretningen ligger i dag i Store Kongensgade 20. Den lå tidligere i Bredgade 17-19 med sølvsmedje på Australiensvej 6, mens E. Dragsted lå på Prags Boulevard 63.
Efter grundlæggerens død blev firmaet overtaget af Alfred Dragsted (1856-1918), Frantz Dragsted (1852-1916) og Aage Dragsted (1886-1942) efterfulgt af Arent Dragsted (1911-1994) og Ove Dragsted (1913-1999). 